# High Barbaree
High Barbaree is een Amerikaanse romantische actie-dramafilmfilm uit 1947 onder regie van Jack Conway. De film is gebaseerd op het gelijknamige boek van James Norman Hall en Charles Nordhoff, dat in 1945 gepubliceerd werd.

## Verhaal
De film speelt zich af in Hawaï tijdens de Tweede Wereldoorlog. Alec Brooke is een piloot die werkt voor de luchtmacht en op een dag Nancy Frazer tegen het lijf loopt. Nancy was zijn vriendin toen hij nog jong was en werkt tegenwoordig als zuster. In de korte tijd die ze met elkaar doorbrengen bloeit er weer een romance op. Ze beloven met elkaar te trouwen nadat de oorlog ten einde is gekomen. Een korte tijd later raakt hij, samen met co-piloot Joe Moore, betrokken bij een vliegtuigongeluk en belandt in de Stille Oceaan. Dagenlang brengen ze hun tijd door op zee, zonder contact met de buitenwereld of schoon water. 
Alec probeert deze moeilijke dagen door te komen door te denken aan Nancy. Hij herinnert zich de tijd dat hij ervan droomde dokter te worden. Hij denkt ook terug aan de tijd dat zijn excentrieke oom Thad Vail aankondigde op expeditie te gaan om het mythische eiland 'High Barbaree' op de Grote Oceaan te vinden. Samen met Joe komt hij tot de ontdekking dat ze nog geen 150 kilometer van de bestemming zijn verwijderd. Hoewel het niet zeker is of het eiland wel bestaat, besluiten ze ernaartoe te zwemmen. Onderweg vertelt Alec hem over zijn elfde verjaardag, toen Thad naar Mexico verhuisde om Della Parkson te ontwijken, een oude vrijster die met hem wilde trouwen. Alec en Nancy gingen met Thad mee op zijn zeilboot, maar kwamen minder ver dan gehoopt. Thad werd namelijk dronken, waarna een arrestatie volgde en hij in de cel belandde. Alec trad vervolgens op in een circus om de borg te betalen. Nadat Nancy en haar gezin verhuisden naar Montana, beloofde Alec haar ooit nog terug te zien. Vervolgens vertelt Alec Joe over de periode dat hij de medische opleiding verliet om met vliegtuigen te werken. Hij verloofde zich met Diana Case, de dochter van zijn baas. Plotseling kwam hij Nancy tegen, die hij toen al in tien jaar niet had gezien. Nancy voelde zich zeer ongelukkig toen ze tot de ontdekking kwam dat Alec verloofd was met een ander. Toen de stad op een dag werd geteisterd door een tornado, was Alec genoodzaakt zijn kennis toe te passen om een aantal gewonden te genezen. Hij realiseerde zich toen dat Nancy de ware was, maar zij had hem al verlaten om te trouwen met iemand uit de luchtmacht.
Kort nadat Alec zijn verhaal heeft afgerond, komt Joe te overlijden door uitdroging. Ondertussen raakt Alec bewusteloos als gevolg van de hitte. Hij droomt dat hij eindelijk is aangekomen op High Barbaree, maar als hij wakker wordt, realiseert hij zich dat hij in een ziekenhuis is. Daar ziet hij Nancy, die heeft besloten niet te trouwen met de man uit de luchtmacht. Ze helpt hem bij zijn herstel en ze zien samen een gelukkige toekomst tegemoet.

## Rolbezetting
| Acteur            | Personage                  | Foto |
| ----------------- | -------------------------- | ---- |
| Van Johnson       | Alec Brooke                |      |
| June Allyson      | Nancy Frazer               |      |
| Thomas Mitchell   | Kapitein Thad Vail         |      |
| Marilyn Maxwell   | Diana Case                 |      |
| Cameron Mitchell  | Luitenant Joe Moore        |      |
| Claude Jarman Jr. | Alec op 14-jarige leeftijd |      |
| Henry Hull        | Dokter William G. Brooke   |      |
| Geraldine Wall    | Mevrouw Martha Brooke      |      |
| Barbara Brown     | Della Parkson              |      |
| Paul Harvey       | John Case                  |      |
| Charles Evans     | Kolonel Taylor             |      |

## Achtergrond
In september 1944 werden de rechten van het boek door Metro-Goldwyn-Mayer gekocht voor een bedrag van $40.000. Als het boek succesvol zou worden, zou er nog meer voor betaald worden. Het was de tweede van vijf films waar Van Johnson en June Allyson samen in te zien waren. Hoewel ze slechts vrienden waren, werd regelmatig de impressie gewekt dat de twee een relatie hadden. De opnames begonnen op 13 mei 1946 en werden aan het einde van augustus dat jaar beëindigd.
High Barbaree werd zeer slecht ontvangen. Johnson en Allyson gaven al tijdens het maken van de film toe dat ze maar weinig snapten van het script. Volgens menig man is de flop te wijten aan het feit dat actie en romantiek in de film niet goed gecombineerd werden.